# Кума, Кэнго
Кэнго Кума (яп. 隈 研吾 Кума Кэнго, род. 8 августа 1954, Йокогама) — японский архитектор.

## Биография
Кэнго решил стать архитектором в 10 лет, когда увидел олимпийский стадион Кэндзо Тангэ. В 1979 году он окончил Токийский университет, потом продолжал обучение в Колумбийском университете в Нью-Йорке. Через несколько лет Кэнго основал архитектурное бюро «Spatial Design Studio». В 1990 году он основал «Kengo Kuma & Associates».

## Философия и статьи
Кэнго Кума поставил задачу возродить традицию построения японских домов и помочь заново осознать и интерпретировать эти традиции в XXI веке. В 1997 году он выиграл премию Японского архитектурного института (англ.), а в 2009 году получил французский «Орден искусств и литературы». Он читает лекции и является автором множества книг и статей о подходах к изучению и критике современной архитектуры. Его текст «Антиобъект: Разложение и распад архитектуры» (англ. Anti-Object: The Dissolution and Disintegration of Architecture), написанный в 2008 году отстаивает точку зрения, согласно которой здание не должно вступать в конфликт с окружающей средой или доминировать над ней.

## Известные проекты
- Музей искусств Сантори (Токио)[5]
- Великая бамбуковая стена (Пекин)[6]
- Пластмассовый дом (Токио)[7]
- Художественный музей префектуры Нагасаки (Нагасаки)[8]
- Каменный музей (пос. Насу)[9]
- Музей Андо Хиросигэ (пос. Накагава)[10]
- M2 building (1989—1991)
- Обсерватория Киро-сан (1994)
- Вода/Стекло, Атами (1995)
- Новый национальный стадион (2019) — главный стадион для церемоний открытия и закрытия, а также место проведения соревнований по лёгкой атлетике на Летних Олимпийских играх 2020 года и Летних Паралимпийских играх 2020 года.
- Одно из зданий Университета Васэда перепроектировано в Международный дом литературы (другое название — «Библиотека Харуки Мураками»; там хранится архив писателя)[11][12][13]